# Brakefieldia peitho
Brakefieldia peitho is een vlinder uit de familie van de Nymphalidae, uit de onderfamilie van de Satyrinae. De soort is voor het eerst wetenschappelijk beschreven als Mycalesis peitho door Carl Plötz in een publicatie uit 1880.

## Verspreiding
De soort komt voor in een groot deel van West- en Centraal-Afrika voor waaronder Guinee, Liberia, Ivoorkust, Ghana, Nigeria, Kameroen, Gabon, Congo-Brazzaville, Congo-Kinshasa, Oeganda, Kenia en Tanzania.

## Habitat
De vlinder komt voor in bossen.

## Ondersoorten
- Brakefieldia peitho peitho (Plötz, 1880) (alle hierboven genoemde landen m.u.v. Oeganda, Kenia en Tanzania)
  - = Henotesia peitho peitho (Plötz, 1880)
- Brakefieldia peitho gigas (Libert, 2006) (Kenia en Tanzania)
  - = Henotesia peitho gigas Libert, 2006
- Brakefieldia peitho reducta (Libert, 2006) (Congo-Kinshasa en Oeganda)
  - = Heteropsis peitho reducta Libert, 2006